# Brigitte Freihold
Brigitte Freihold (* 9. April 1955 in Kaiserslautern) ist eine deutsche Politikerin (Die Linke), Lehrerin und Abgeordnete im 19. Deutschen Bundestag.

## Biografie
Brigitte Freihold studierte nach dem Abitur die Fächer Deutsch und Bildende Kunst für das Lehramt für Grund- und Hauptschulen und war als Lehrerin tätig. Sie hat zwei bereits erwachsene Töchter.

## Politik und Partei
Freihold trat 2005 in die WASG ein und wechselte mit ihr zur Partei Die Linke. In Pirmasens ist sie seit 2007 Vorsitzende der Partei. Von 2013 bis 2018 war sie stellvertretende Vorsitzende des Landesverbands ihrer Partei in Rheinland-Pfalz. Sie gehörte von 2014 bis 2019 dem Bezirkstag Pfalz sowie seit 2014 dem Stadtrat von Pirmasens an. Bei der Bundestagswahl 2017 erhielt sie ein Mandat über die Landesliste. Freihold ist Mitglied der Gewerkschaft Erziehung und Wissenschaft (GEW). Ihre politischen Schwerpunkte sind Kulturpolitik, Bildung für nachhaltige Entwicklung, Gedenk- und Erinnerungspolitik, Friedenspolitik und Antifaschismus.
Im 19. Deutschen Bundestag ist Freihold ordentliches Mitglied im Ausschuss für Kultur und Medien. Zudem ist sie als stellvertretendes Mitglied im Ausschuss für Bildung, Forschung und Technikfolgenabschätzung, sowie im Unterausschuss Bürgerschaftliches Engagement vertreten.
Im August 2020 kündigte sie an, bei der Wahl zum 20. Deutschen Bundestag nicht erneut kandidieren zu wollen.